# Schewtschenko-Park (Dnipro)
Koordinaten: 48° 27′ 48″ N, 35° 4′ 23″ O
Der Zentrale Kultur- und Erholungspark „Schewtschenko“ – (ukrainisch Парк культури та відпочинку ім. Т. Г. Шевченка) – benannt nach dem ukrainischen Lyriker Taras Schewtschenko (von den 1790ern bis 1925 Potemkinscher Garten – russisch Потёмкинский сад). Er ist, neben dem Lasar-Hloba-Park, einer der zwei bedeutenden Stadtparks der ukrainischen Stadt Dnipro.

## Allgemeine Informationen
Der Park hat eine Fläche von 36 Hektar (einschließlich der Klosterinsel) und teilt sich in einen Uferteil und einen Inselteil.
- Der Uferteil umfasst dabei ein Sommertheater, den Studentenpalast[1][2] der Nationalen Universität Dnipro (ehemals Potemkinscher Palast) und einige Spielplätze.
- Der Inselteil (Klosterinsel) beheimatet (unter anderem) ein Süßwasseraquarium[3], einen Zoo, einige Wassersportvereine und verschiedene andere Attraktionen. Zu Ehren des Namenspatronen befindet sich auf der Westseite eines der größten Taras-Schewtschenko-Denkmäler der Ukraine. Auf der Südseite erstreckt sich ein Strand.[4]